# Granbodtjärnarna
Granbodtjärnarna är en sjö, belägna i ett område benämnt Vammen i Ånge kommun i Medelpad och ingår i Ljungans huvudavrinningsområde.